# La Moisson du blé noir
La Moisson du blé noir est un tableau réalisé par le peintre français Paul Sérusier en 1899. De format vertical, cette huile sur toile est une scène de genre qui représente la moisson du sarrasin commun dans un paysage vallonné. Une femme de dos et un homme de face figurent dans le champ récolté au-delà d'une parcelle encore non fauchée qui occupe tout le tiers inférieur de cette composition d'inspiration japonesque. Reçue en don de Lucia Woods Lindley en 2016, l'œuvre est conservée à l'Art Institute of Chicago, à Chicago, dans l'Illinois, aux États-Unis.
Tout au long de sa carrière, l'artiste a consacré plusieurs peintures au blé noir et à sa culture. Les collections du musée d'Orsay, à Paris, comprennent ainsi Le Champ de blé d'or et de sarrasin, exécuté vers 1900. Celles du musée des Beaux-Arts de Brest incluent quant à elles une représentation de battage de vingt ans postérieure à La Moisson du blé noir : Batteurs de blé noir.

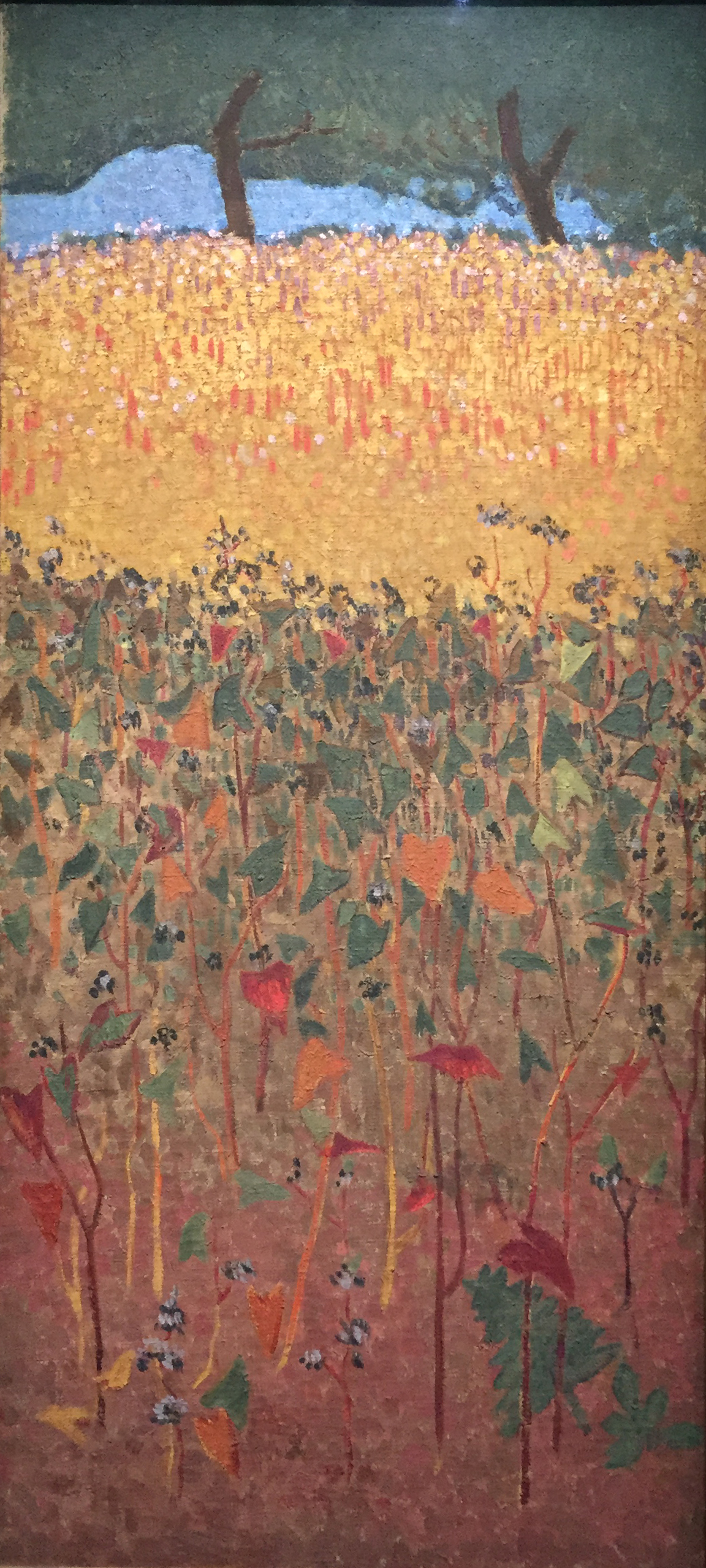
Le Champ de blé d'or et de sarrasin, vers 1900 – Musée d'Orsay, Paris.
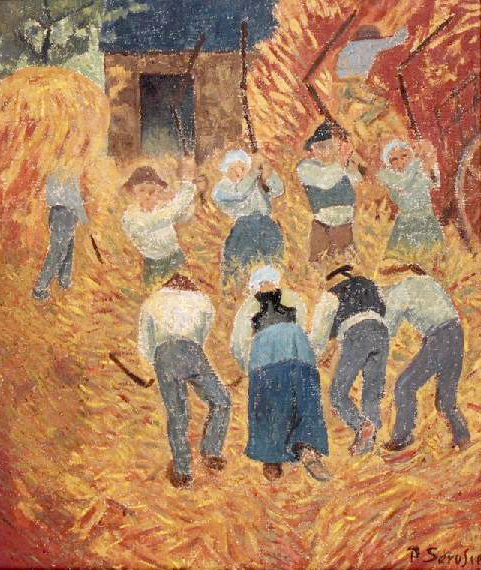
Batteurs de blé noir, 1919 – Musée des Beaux-Arts de Brest, Brest.